# 노정우
노정우(盧正祐)는 한의학 박사이며 경희대학교 교수이다. 동양의학대학을 졸업했고 경희 한방병원장을 역임했다. 저서에 《백만인의 한의학》 등이 있다. 1918생으로 대한민국 황해도 해주 송화군 출생이다. 저서로는 [백만인의 한의학]이 있으며 1960년대 고려대학교 민족문화연구소가 출간한 '민족문화사'의 의학편을 서술하였다.
노정우 박사는 경희대학교 한의과대학 설립에 깊이 관여 하셨고, 경희대학교 초대학장 및 교수, 경희의료원 초대 한방병원장으로 재임, 대한민국 최초 한의학 박사 1호로 후진 양성에 혼신의 힘을 쏟아 왔으며, 미국 하와이 주정부 초정으로 미국에 건너 가셔서 동양의학대학 학장으로 계시면서 20여간 한국 사상의학의 우수성을 널리 알려 왔다.